# Robert en Bertrand
Robert en Bertrand is een Vlaamse stripreeks die zich afspeelt tijdens de 19e eeuw, in de Lage Landen en Frankrijk.  De stripreeks is van de hand van striptekenaar Willy Vandersteen en werd in 1985 overgenomen door Ron Van Riet (tekeningen). Vandersteen inspireerde zich op de hoofdpersonages uit een 19de-eeuws toneelstuk geschreven door Benjamin Antier en Fréderick Lémaître en op de gelijknamige romans van Koen Ravestein.

## Inhoud
De hoofdpersonages zijn twee landlopers, maar later evolueerden ze naar handige schelmen. Ze worden vaak achterna gezeten door een agent/detective ("Nummer 17") die hen voor landloperij poogt in te rekenen. Andere personages zijn onder anderen Joeki en Evelyne. Tijdens hun omzwervingen helpen de sympathieke zwervers steeds iedereen die hen nodig heeft, zelfs incidenteel Nummer 17 als dat voor de veiligheid nodig is.
De reeks, die fantasy en een humoristische noot niet uit de weg ging, bleef realistisch en maatschappijkritisch. Gedurende het einde van de jaren 1980, begin 1990, met tekenaar Ronald van Riet en scenarist Marck Meul, waren Robert en Bertrand terug in het land van herkomst: Frankrijk, met tekeningen in een art-nouveau-decor. Nieuwe figuren deden hun intrede.  

### Anachronismen
Alhoewel de verhalen van Robert en Bertrand zich vooral afspelen in de 19de eeuw, wordt er geen specifieke periode genoemd. Zo kan het dus dat het duo in het album Geheim document betrokken wordt in de Frans-Duitse Oorlog van 1870-1871 en in het latere album De hel van Solferino in de Slag bij Solferino in 1859. In het album De Icarii wordt er verwezen naar de eerste vliegtuigen, waardoor dit verhaal zich afspeelt in het begin van de 20e eeuw.

Hoewel de historische gebeurtenissen in de verhalen vrij correct worden weergegeven - de hogergenoemde Slag bij Solferino - duiken er toch elementen op die in het gekozen tijdvak niet thuishoren. Zo komen in voornoemde albums auto's voor, terwijl die nog niet bestonden.

Andere anachronismen beogen een humoristisch effect - een cameo van een jonge Eddy Merckx of het verwijzen naar het boek Bartje, dat nog "moet geschreven worden".

## Publicatiegeschiedenis
Willy Vandersteen maakte vanaf 1972 vijfenzestig albums. Vandersteen schreef ook nog het scenario en de potloodtekeningen voor het 66ste verhaal. In 1985 nam Ron Van Riet de reeks over op scenario van Marck Meul. Het eerste album dat Ron van Riet tekende was nr. 67 Jacht op nr 17. Enkel de scenario's van het 72ste en 74ste album zijn van Jacques Bakker. De tekenstijl werd minder karikaturaal en semi-realistisch.
De serie werd voorgepubliceerd in De Standaard van 30 november 1972 tot 6 juli 1992. Gemiddeld verschenen er vier albums per jaar. De kleine, doch enthousiaste schare fans kon niet tegenhouden dat  de reeks in 1993 stopgezet werd. Zilvertand was het laatste album.
De albumomslagen van de Robert en Bertrand-reeks hebben precies dezelfde vormgeving als de rode Suske en Wiske-reeks, maar de kleur is dan paars.
Vanaf nr. 93 De gouden poort is de vormgeving van de albumomslag veranderd, en de kleur is dan bordeauxrood.
Er zijn twee korte verhalen gepubliceerd:
1. Drie koningen (3 pagina's, tekeningen & scenario: Ron Van Riet. Publicatie: Stripfeestboek (1985)
2. Casinomanie (4 pagina's, tekeningen: Ron Van Riet, scenario: Marck Meul. Publicatie: Zee zon zand stripboek (1986)

Vanaf 2021 worden de verhalen gebundeld in een reeks van integralen.

## Albums
- 1. Mysterie op Rozendael, 1973
- 2. Het opgejaagde weeskind, 1973
- 3. De nabjar van Poenjab, 1974
- 4. De levende brug, 1974
- 5. De rode herberg, 1974
- 6. Het zwarte land, 1974
- 7. De toverlantaarn, 1974
- 8. De weerwolf, 1975
- 9. Het zilveren raadsel, 1975
- 10. De kwade hand[5], 1975
- 11. De groene draak, 1975
- 12. Zwarte Mie de orgeldraaister, 1975
- 13. Geheim document, 1976
- 14. De spookhond, 1975
- 15. De stakingbreker, 1976
- 16. Het geheim van Flodderzee, 1976
- 17. Avontuur in Moldavië, 1976
- 18. De rode kaproen, 1977
- 19. De duistere machten, 1977
- 20. Jacht op de sperwer, 1977
- 21. De ramp van Corvilain, 1977
- 22. Spoken in het Zwin, 1977
- 23. Het spookhuis, 1978
- 24. De gouden kinkhoorn, 1978
- 25. Vreemde bezoekers, 1978
- 26. De zwarte kat, 1978
- 27. De laatste bokkerijder, 1979
- 28. Het duel, 1979
- 29. De wolvenhoeve, 1979
- 30. De verdwenen fotografe, 1979
- 31. De schat van de tempeliers, 1980
- 32. De elfenjager, 1980
- 33. De geheime sekte, 1980
- 34. Het wrekende vuur, 1980
- 35. De hel van Solferino, 1980
- 36. Het raadsel Zarata, 1980
- 37. De geheimen van de Mont Blanc, 1980
- 38. De Titanen, 1980
- 39. Fantoom op spoor zeven, 1981
- 40. De vliegende Hollander, 1981
- 41. De dochters van de zon, 1981
- 42. De demon van Paracelse, 1981
- 43. Het stervende huis, 1981
- 44. De witte wolf, 1982
- 45. Drama in de Orient-Express, 1982
- 46. De helderziende, 1982
- 47. De ijzeren helm, 1982
- 48. Als de raven sterven, 1982
- 49. De gouden hand, 1983
- 50. De wraak van Zabor, 1983
- 51. Verschijningen, 1983
- 52. De eenhoorn, 1983
- 53. Het grote raadsel 1, 1983
- 54. Het grote raadsel II, 1983
- 55. Vlucht naar Rochamps, 1984
- 56. Het spiegelbeeld, 1984
- 57. De vloek van Hyavar, 1984
- 58. De magische handen, 1984
- 59. Gevaarlijke mummies, 1984
- 60. De Doodsbode, 1984
- 61. Offers voor Drosera 1, 1985
- 62. Offers voor Drosera 2, 1985
- 63. De Vondeling, 1985
- 64. Paniek in Saltshire, 1985
- 65. De Hotelrat, 1985
- 66. De Vleermuis, 1985
- 67. Jacht op nr 17, 1985
- 68. De Apache, 1985
- 69. Madame Sarah, 1986
- 70. De hel van Montparnasse, 1986
- 71. Het Spiegelgenootschap, 1986
- 72. De Friese Elfstedentocht, 1986
- 73. De komeet en het beest, 1987
- 74. Een toren voor Parijs, 1987
- 75. Vogelvrij, 1987
- 76. Leonardo, 1987
- 77. Tranen voor een clown, 1987
- 78. De Icarii, 1988
- 79. Mannen van ijzer, 1988
- 80. De drie neuzen, 1988
- 81. De Witte ruiters, 1988
- 82. De scharlaken dood, 1989
- 83. De klauw van de mol, 1989
- 84. De plaggenstekers, 1989
- 85. Palingoproer, 1989
- 86. Het laaiend vuur, 1990
- 87. Leer om leer , 1990
- 88. Het Congocontract, 1990
- 89. De terugkeer van Leonardo, 1991
- 90. De val van de Feniks, 1991
- 91. De monsterman, 1991
- 92. Prins Joeki, 1991
- 93. De gouden poort, 1992
- 94. Het holle huis, 1992
- 95. Het wolvejong, 1992
- 96. De tinnen soldaatjes, 1992
- 97. Ster nummer 17, 1993
- 98. Zilvertand, 1993